# Review and Preview
Review and Preview es el tercer álbum recopilatorio de la banda de rock canadiense April Wine publicado en 1981. Este álbum sólo contiene canciones grabadas entre 1978 y 1981.

## Lista de canciones
Todos los temas fueron escritos por Myles Goodwyn, excepto donde se indica.

| Lado A |                                                       |                                                                          |          |  |
| N.º    | Título                                                | Escritor(es)                                                             | Duración |  |
| 1.     | «Roller» (de First Glance, 1978)                      |                                                                          | 4:19     |  |
| 2.     | «I Like to Rock» (de Harder... Faster, 1979)          |                                                                          | 4:23     |  |
| 3.     | «Say Hello» (de Harder... Faster, 1979)               |                                                                          | 2:59     |  |
| 4.     | «21 Century Schizoid Man» (de Harder... Faster, 1979) | Robert Fripp / Michael Giles / Greg Lake / Ian McDonald / Peter Sinfield | 6:24     |  |

| Lado B |                                                              |              |          |  |
| N.º    | Título                                                       | Escritor(es) | Duración |  |
| 5.     | «All Over Town» (de The Nature of the Beast, 1981)           |              | 3:00     |  |
| 6.     | «Tellin' Me Lies» (de The Nature of the Beast, 1981)         |              | 3:01     |  |
| 7.     | «Sign of the Gypsy Queen» (de The Nature of the Beast, 1981) | Lorence Hud  | 4:17     |  |
| 8.     | «Just Between You and Me» (de The Nature of the Beast, 1981) |              | 3:55     |  |
| 32:28  |                                                              |              |          |  |

## Formación
- Myles Goodwyn - voz y guitarra.
- Brian Greenway - voz y guitarra.
- Gary Moffet - guitarra y coros.
- Steve Lang - bajo y coros.
- Jerry Mercer - batería.